# Мчинджи
Мчинджи е една от 28-те области на Малави. Разположена е в централния регион на страната и граничи с Мозамбик и Замбия. Столицата на областта е град Мчинджи, площта е 3131 км², а населението (по преброяване от септември 2018 г.) е 602 305 души.